# Yeye Nhật Hạ
Huyền Tôn Nữ Nhật Hạ (sinh ngày 31 tháng 7 năm 1994), thường được biết đến với nghệ danh Yeye Nhật Hạ, là một nữ diễn viên kiêm ca sĩ người Việt Nam. Cô được khán giả biết đến với vai diễn Ma Yeye trong bộ phim truyền hình Gia đình phép thuật của HTV.

## Cuộc đời và sự nghiệp
Yeye Nhật Hạ tên thật là Huyền Tôn Nữ Nhật Hạ, sinh ngày 31 tháng 7 năm 1994. Năm 2006, cô tham gia bộ phim Mùi ngò gai với vai diễn Phương lúc nhỏ. Mặc dù là vai diễn đầu tiên nhưng Nhật Hạ đã gây được ấn tượng với khán giả truyền hình. Năm 2009, cô tiếp tục tham gia Gia đình phép thuật, một bộ phim dành cho thiếu nhi. Sự thành công của bộ phim đã khiến hình ảnh cô phù thủy Yeye gắn liền với cái tên Nhật Hạ, vì vậy cô mới lấy nghệ danh là Yeye Nhật Hạ như hiện nay.
Năm 18 tuổi, cô thi đậu khoa đạo diễn của Trường Đại học Sân khấu – Điện ảnh Thành phố Hồ Chí Minh và trở thành thủ khoa. Tuy nhiên, cô bất ngờ quyết định kết hôn và lui khỏi làng giải trí vào năm 2015. Sau 4 năm ổn định cuộc sống gia đình, Yeye Nhật Hạ đã quay lại công việc nghệ thuật vào năm 2019.

## Danh sách phim

### Truyền hình
| Năm  | Phim                    | Vai diễn         | Đạo diễn                                              | Kênh          | Nguồn                |
| ---- | ----------------------- | ---------------- | ----------------------------------------------------- | ------------- | -------------------- |
| 2006 | Mùi ngò gai             | Phương (lúc nhỏ) | Kim Hyo-joong, Han Chul-soo, Chu Thiện, Trần Hữu Phúc | HTV9          | [ 5 ] [ 6 ]          |
| 2009 | Gia đình phép thuật     | Ma Yeye          | Chu Thiện (phần 1), Sun Oh (phần 2)                   | HTV7          | [ 7 ]                |
| 2015 | Mặt nạ thiên thần       | Nhã Thùy         | Ðặng Lưu Việt Bảo                                     | HTV7          | [ 8 ]                |
| 2015 | Tình và lý              | Uyên Vy          | Nguyễn Thu                                            | SCTV14        |                      |
| 2017 | Thanh xuân ký           | Nhật Hạ          | Nhung Phạm                                            | YanTV (SCTV2) |                      |
| 2020 | Yêu trong đau thương    | Lan Chi          | Chu Thiện                                             | VTV3          | [ 9 ] [ 10 ] [ 11 ]  |
| 2020 | Bánh mì Ông Màu         | Tú Quyên         | Nguyễn Quang Minh                                     | HTV7          | [ 12 ]               |
| 2021 | Kiếm chồng cho mẹ chồng | Bách Thảo        | Phạm Tuân                                             | HTV7          | [ 13 ] [ 14 ] [ 15 ] |
| 2021 | Nữ hoàng livestream     | Miên             | Trác Huỳnh Nhựt Tân                                   | HTV7          | [ 16 ]               |
| 2022 | Hẹn hò cùng thần tượng  | Thiên Thư        | Dũng Nghệ                                             | SCTV14        | [ 17 ] [ 18 ]        |
| 2022 | Vợ quan                 | Huỳnh Nhi        | Nhâm Minh Hiền                                        | SCTV14        | [ 19 ]               |
| 2022 | Rồi 30 năm sau          | Ngọc Hân         | Nguyễn Quang Minh                                     | THVL1         |                      |
| 2022 | Sáu Sang kén rể         | Thiên Lý         | MCV Media                                             |               | [ 20 ]               |
| 2023 | Màu cát                 | Yến              | Nhâm Minh Hiền                                        | SCTV14        | [ 21 ]               |
| 2023 | Mặt trời mùa đông       | Hoàng Vân        | Trần Bửu Lộc                                          | VieON         | [ 22 ]               |
| 2023 | Chị em khác mẹ          | Kiều Loan        | Nhâm Minh Hiền                                        | VTV9          | [ 23 ]               |
| 2023 | Đánh cắp số phận        | Mỹ Anh           | Chu Thiện                                             | THVL1         | [ 24 ]               |
| 2023 | Tham vọng giàu sang     | Bình An          | Hoàng Tuấn Cường                                      | THVL1         | [ 25 ]               |
| 2023 | Cười cùng bác Ba Phi    | Nhật Hạ          |                                                       | THVL1         |                      |
| 2024 | Gió ngược chiều         | Lisa             | Nguyễn Quang Minh                                     | THVL1         |                      |
| 2025 | Nắng khuya              | Nhi              | Nhâm Minh Hiền                                        | VTV9          | [ 26 ]               |

### Điện ảnh
| Năm  | Phim               | Vai diễn | Đạo diễn       | Doanh thu | Nguồn         |
| ---- | ------------------ | -------- | -------------- | --------- | ------------- |
| 2019 | Cậu chủ ma cà rồng | Ngân     | Trần Nhân Kiên |           | [ 27 ] [ 28 ] |

## Giải thưởng
| Năm  | Lễ trao giải                   | Hạng mục                                          | Tác phẩm        | Kết quả   | Nguồn         |
| ---- | ------------------------------ | ------------------------------------------------- | --------------- | --------- | ------------- |
| 2021 | Giải thưởng Ngôi Sao Xanh 2020 | Gương mặt triển vọng                              | Bánh mì ông Màu | Đoạt giải | [ 29 ] [ 30 ] |
| 2024 | Giải thưởng Ngôi Sao Xanh 2023 | Nữ diễn viên phim truyền hình được yêu thích nhất | Chị em khác mẹ  | Đoạt giải | [ 31 ]        |

## Đời tư
Nhật Hạ đã kết hôn vào năm 2015 và có một con gái đầu lòng.